# Leopold Gmelin
Leopold Gmelin, född 2 augusti 1788 i Göttingen, död 13 april 1853 i Heidelberg, var en tysk kemist; son till Johann Friedrich Gmelin.
Gmelin utnämndes 1814 till extra ordinarie och 1817 till ordinarie professor i kemi och medicin i Heidelberg. Han inlade stora förtjänster inom den organiska och särskilt den fysiologiska kemin genom de tillsammans med Friedrich Tiedemann anställda undersökningarna över matsmältningen. Bland annat så upptäckte han 1822 ferricyankalium och introducerade namnen ester och keton i kemin.
Gmelin insåg även tidigt behovet av ett stort kemiskt samlingsverk och utgav 1817-19 Handbuch der theoretischen Chemie. Detta verk har sedan dess utkommit i ständigt nya upplagor och bär sedan 8:e upplagan (1924-80) namnet Gmelins Handbuch der anorganischen Chemie och omfattar  760 band med 240 000 sidor text (därtill kom 35 band "Index"). Fram till 1997 fortsattes utgivning av supplementband men därefter har den upphört.